# Gorod pervoj ljubvi
Gorod pervoj ljubvi (Город первой любви) è un film del 1970 diretto da Manos Zacharias e Boris Vladimirovič Jašin.